# 丁绍祥
丁绍祥（1956年6月—），中华人民共和国政治人物。云南玉溪人。1973年12月参加工作，1976年6月加入中国共产党。昆明工学院（今昆明理工大学）毕业，硕士研究生学历。

## 生平
历任共青团云南省昆明市委副书记，中共云南省呈贡县委副书记，嵩明县委副书记、书记、县人大常委会主任，昆明市委常委、秘书长、市委副书记，东川区委书记、区人大常委会主任，楚雄彝族自治州党委书记等职。2006年11月，任云南省人民政府秘书长。2012年7月，任云南省人民政府副省长。2016年1月，被补选为云南省政协副主席。2016年11月，辞去云南省人民政府副省长职务。